# Зорянское
Зорянское (укр. Зорянське) — село, 
Шевченковский поселковый совет,
Шевченковский район,
Харьковская область.
Код КОАТУУ — 6325755102. Население по переписи 2001 года составляет 340 (161/179 м/ж) человек.

## Географическое положение
Село Зорянское находится на берегу пересыхающей реки Баба.
Выше по течению примыкает село Верхнезорянское,
ниже по течению через 3 км река Баба впадает в реку Великий Бурлук.
На реке несколько запруд.
Село примыкает к пгт Шевченково.
Рядом проходит железная дорога, станция Булацеловка в 1,5 км.

## История
- 1906 — дата основания.